# المور جیمز
المور جیمز (انگلیسی: Elmore James؛ ۲۷ ژانویهٔ ۱۹۱۸ – ۲۴ مهٔ ۱۹۶۳) یک موسیقی‌دان اهل ایالات متحده آمریکا بود.